# Куно I фон Пфулинген
Куно I (Конрад) фон Пфулинген (на немски: Kuno (Konrad) von Pfullingen, * ок. 1016, Пфулинген, † 1 юни 1066, Юрциг) е през 1066 г. архиепископ на Трир.

## Биография
Куно произлиза от рода на графовете на Пфулинген (Швабия) и пробст на катедралата в Кьолн.
През 1066 г. неговият чичо архиепископ Анно II от Кьолн го предлага за архиепископ на Трир. Император Хайнрих IV го номинира без съгласието на населението. Куно е нападнат и затворен на 18 май 1066 г. След две седмици на 1 юни 1066 г. Куно е хвърлен от стената и обезглавен. След 30 дена селяни от Льозних на Мозел го намират и погребват. По-късно той е преместен и погребан на 10 юли 1066 г. в църквата на манастир Толай. Той е канонизиран.